# Aigialeus
Aigialeus (altgr. Αἰγιαλεύς; lat. Aegialeus) ist ein antiker griechischer männlicher Personenname und bedeutet Küstenbewohner.

## Bekannte Namensträger
- Aigialeus (Sohn des Inachos), Gründer von Aigialeia in Sikyon
- Aigialeus (Sohn des Adrastos), ein Epigone, Nachkomme der Sieben gegen Theben
- Aigialeus, Sohn des Aietes und der Hekate.